# Ботез, Демостене
Демостене Ботез (2 июля 1893, Трушешти Западная Молдавия — 18 марта 1973, Яссы) — румынский поэт и прозаик, переводчик, публицист, журналист, юрист. Член-корреспондент Румынской Академии. Герой Труда Социалистической Республики Румыния (1971).

## Биография
Родился в семье сельского священника. В 1915 году окончил юридический факультет Ясского университета. Много лет работал юристом. Участник Первой мировой войны.
Начал публицистическую деятельность в 1912 году в газете «Opinia din Iaşi» («Мнение Ясс»). Первая его книга «Горы» («Munţii») вышла в 1918 году. Сотрудничал во многих журналах: «Flacăra» («Пламя»), «Viaţa romînească» («Румынская жизнь»), «Adevărul literar» («Литературная правда») и др.
Писал патриотические стихи, отражал рефлексивный лиризм, символизм. Автор социальной поэзии, сборников поэзии: «Цветок земли» («Floarea pămîntului», 1920); «Сказка для человека» («Povestea omului», 1923), «Дни жизни» («Zilele vieţii», 1927), «Слова оттуда» («Cuvinte de dincolo», 1934).
Романы «Раковина» («Ghiocul», 1934) и «Вознесение на небо» («Inălţarea la cer», 1937) выражают художественное кредо писателя: жизнь — это борьба человеческих инстинктов с ограничивающей их религиозной догмой. После установления народно-демократического строя в Румынии (1944) в произведениях Д. Ботеза появляются новые темы: сборники стихов «Подсолнечник» (по-румынски «Цветок солнца» — «Floarea soarelui», 1948), «Годы» («Prin ani», 1958) и др.
Перевёл на румынский язык произведения Аристофана, Флобера, М. Горького, Б. Брехта и Ю. Тувима.
С 1964 по 1965 год был председателем Союза писателей Румынии. Член Палаты депутатов Румынии и Великого национального собрания Румынии.